# 布蘭卡·弗拉希奇

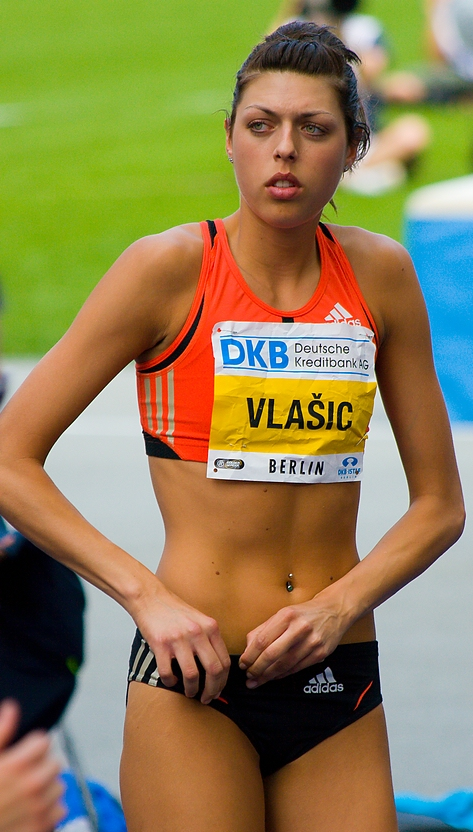
布蘭卡·弗拉希奇

布蘭卡·弗拉希奇（1983年11月8日—）是克羅地亞女跳高運動員，曾獲得2008年奥运会银牌和2016年奥运会铜牌、2007年和2009年世界田徑錦標賽金牌两枚、2008和2010年世界室內田徑錦標賽金牌两枚。她在2007年8月7日跳出2.07米，是克羅地亞的最高記錄。
目前她以2.08米（2009年8月创造）位列女子跳高历史最佳成绩第二位，仅次于保加利亚斯泰芙卡·科斯塔迪诺娃创造的2.09米。

## 生平
她在1983年於克羅地亞斯普利特-達爾馬提亞縣斯普利特出生。